# John Callcott Horsley

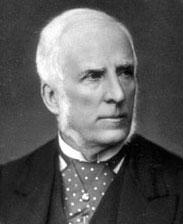
John Callcott Horsley

John Callcott Horsley (Londen, 29 januari 1817 – aldaar, 19 oktober 1903) was een Engels kunstschilder van historie- en genrestukken. Tevens maakte hij een aantal boekillustraties en staat hij bekend als de vervaardiger van 's werelds eerste kerstkaart.
Horsley was het derde kind en de oudste zoon van de musicus en componist William Horsley en groeide op in een kunstminnende omgeving. Hij was een achterneef van de schilder Augustus Wall Callcott; zijn zus Mary Elizabeth Horsley was getrouwd met de befaamde ingenieur Isambard Kingdom Brunel.
In 1831 ging hij studeren aan de Royal Academy of Arts, waar hij de schilder Thomas Webster ontmoette, met wie hij levenslang bevriend bleef. Zij maakten later, samen met een aantal bevriende en soms ook verwante genreschilders, deel uit van de zogeheten 'Cranbrook Colony', die zich hadden gevestigd in Cranbrook, Kent. Ook Horsley's gunsteling Augustus Edwin Mulready raakte daar tijdelijk bij betrokken. Andere leden van het gezelschap waren George Hardy en zijn broer Frederick Daniel Hardy en George Bernard O'Neill.
In 1846 trouwde hij met Elvira Catherine Jenny Walter. Zij overleed in 1852 en hun drie zoons stierven alle op jeugdige leeftijd. In 1854 hertrouwde hij met Rosamund Haden. Uit dit huwelijk werden zeven kinderen geboren.
John Callcott Horsley trad in 1855 toe tot de Royal Academy. In 1864 werd hij benoemd tot Royal Academician (RA) en van 1882 tot 1897 was hij de penningmeester van het instituut. Hij maakte boekillustraties voor onder meer uitgaven van het gedicht 'The Deserted Village' van Oliver Goldsmith. Ook vervaardigde hij een aantal fresco's voor de Britse parlementsgebouwen.

## Kerstkaart

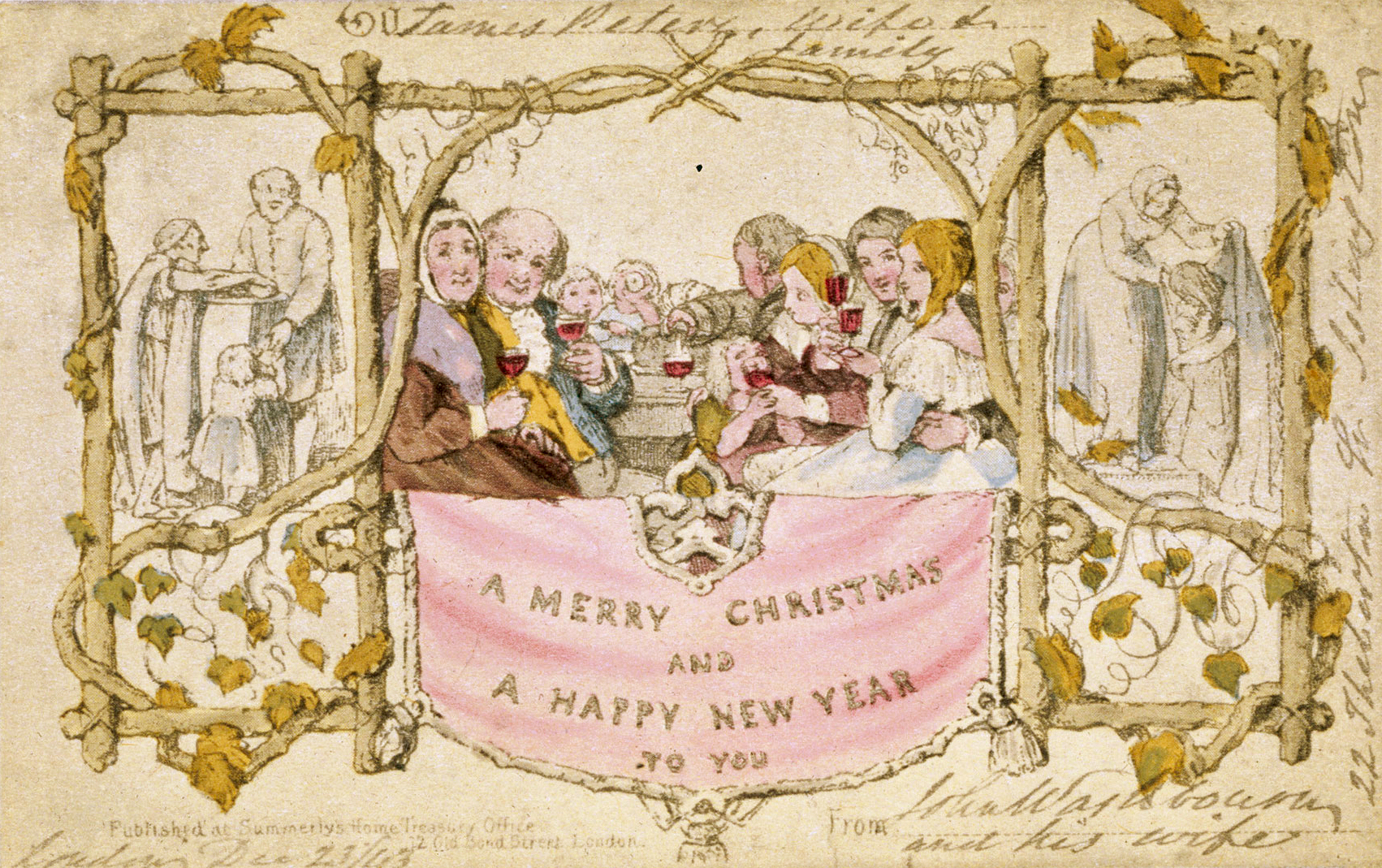
De kerstkaart, 1843

In 1843 ontwierp Horsley op verzoek van zijn vriend, de industrieel, uitvinder en kunstminnaar Henry Cole, een product dat bekend zou worden als de eerste (commerciële) kerstkaart ter wereld. Cole, die het erg druk had, wilde op een efficiënte wijze zijn familie en relaties een goede Kerst en nieuwjaar toewensen. Horsley maakte hiertoe een tekening van een feestvierend gezin dat gezamenlijk het glas heft boven de tegenwoordig alom bekende tekst A Merry Christmas and a Happy New Year to You. De productie van de kaart, die een oplage had van 1000 stuks, veroorzaakte enige controverse in het victoriaanse Engeland vanwege het drinkende gezin, onder wie ook kinderen. Daarnaast verwachtte men dat het hier wel om een overwaaiende trend zou gaan. Zoals bekend werd de gewoonte echter, na een aarzelende start, een wereldwijd verbreid fenomeen.

## Naakt
Een andere kwestie die hier en daar de wenkbrauwen deed fronsen was het feit dat Horsley, die overigens een bekwaam schilder was van onder meer vrouwenfiguren, hevig protesteerde tegen de onder invloed van de Parijse salon opkomende trend om naakten te schilderen. Zelfs in het preutse Victoriaanse Engeland werd hier wat spottend op gereageerd en het satirische tijdschrift Punch voorzag hem van de bijnaam 'Mr. J. C(lothes) Horsley.
Horsley overleed op 86-jarige leeftijd in de wijk Kensington en vond zijn laatste rustplaats op de begraafplaats van Kensal Green, Londen.